# Abu Abd Allah ach-Chaykh Muhammad ben Yahya
Abû `Abd Allah ach-Chaykh Muhammad ben Yahyâ ou Mohammed ach-Chaykh est un des deux survivants du massacre de 1459 où la famille des Banû Wattas fut exterminée par le dernier sultan mérinide Abû Muhammad `Abd al-Haqq. Il fonde la dynastie des Wattassides en 1472. Mohammed ach-Chaykh est mort en 1504, son fils Mohammed al-Burtuqâlî lui succède.

## Biographie
De 1459 à 1465, le sultan mérinide est encore au pouvoir et Mohammed ach-Chaykh est en fuite.
En 1465, Abû Muhammad `Abd al-Haqq est égorgé à Fès au cours d'une révolte populaire. Un sultan d'origine idrisside, est proclamé mais son autorité se limite à la région de Fès.
À la mort de Abû Muhammad `Abd al-Haqq en 1465, Mohammed ach-Chaykh commence une reconquête du territoire du sultanat mérinide.
En 1469, les Musulmans viennent de perdre la quasi-totalité de leurs territoires d'Al-Andalus. Seuls les Nasrides conservent Grenade et ses environs jusqu'en 1492. Cette période connaît un afflux massif, vers le Maroc, d'andalous musulmans et juifs pourchassés par l'inquisition et la conversion forcée au christianisme.
En 1471, le roi du Portugal Alphonse V parvient à prendre Tanger en profitant des désordres de Fès. Les Portugais prennent Asilah, puis Tanger, ce qui leur permet de contrôler le détroit de Gibraltar. Mohammed ach-Chaykh reprend Fès. Le sud du Maroc, contrôlé par les Saadiens, lui échappe complètement. Il ne règne que sur la région de Fès où il est le premier à prendre le titre de sultan wattasside en 1472.
En 1479, Mohammed ach-Chaykh signe un traité avec les Castillans leur reconnaissant des droits exclusifs sur la côte Africaine. Mohammed ach-Chaykh ne peut empêcher l'installation des Portugais sur les côtes du pays à Safi (1481) puis à Azemmour en (1486). Les Portugais occuperont véritablement ces deux villes en 1508 et 1513.
En 1492, le royaume de Grenade, dernier Etat musulman d'Espagne est vaincu. Les Rois Catholiques d'Espagne s'emparent de Grenade, scellant ainsi la fin de l'Islam espagnol. Avec la fin de la Reconquista, les Espagnols sont de plus en plus tentés par la côte sud de la Méditerranée. Ils prennent et occupent Melilla (1497).